# Kênh Sóc Trăng
Kênh Sóc Trăng (tên khác: Kênh Xáng) là một con kênh đổ ra Kênh Xáng Lớn. Kênh có chiều dài 27 km. Kênh Sóc Trăng chảy qua các tỉnh Sóc Trăng, Hậu Giang.